# 明成皇后 (電視劇)
《明成皇后》（韓語：명성황후）是韩国KBS2台在2002年收视最高的电视剧之一，该剧在韩国收视率颇高，是中华人民共和国引进的第一部韩国历史长剧，也是2004年在中央电视台播出的首部引进版宫廷电视剧。2004年5月24日，本剧的中文配音引进版首次在中国中央电视台第8频道晚间10点56分的“海外剧场”节目中播出，亦颇受欢迎。央视将该剧分为三部播出，前两部明成皇后的角色，由李美妍领衔主演，第三部该角色改由崔明吉饰演。2004年7月26日起播出第二部至第三部，2004年8月30日播出第三部大结局。但该剧集在中日两国播放后却因被认为该剧与中日两国所记载的历史事实有较大出入而受到不少批评，尤其是在中国大陆首播后，此剧至今亦未复播，且在央视网电视剧频道网站上的相关资料与豆瓣条目，均已全部被删除。

## 劇情
讲述历史上韩国皇帝高宗李熙的皇后閔茲暎，从一介平民女子，到一统天下的皇后，一部大韩末代王朝的震荡史诗。

## 故事大纲
明成皇后是大韩最後一个封建王朝——大韩帝国开国皇帝高宗（李珍雨饰）的皇后。明成（李美妍饰）比高宗大一岁，16岁时嫁给高宗，入宫的前三年，高宗宠爱后宫李尚宫，对明成百般冷落，这三年，明成以读书排遣寂寞，厚实了她日后政治斗争的谋略基础。当时，大院君（高宗之父、劉東根饰）为高宗选择妻子时，尽管并不特别中意明成，但由于明成是寡母养大，又没有引以为患的外戚势力，大院君才挑中明成为皇后。明成入宫初期，高宗迷恋李尚宫。李尚宫生下李善，她仗着有皇帝的宠爱，不把明成放在眼里，处处与明成作对。明成处心积虑，终于打动高宗的心。最后明成将李尚宫逐出宫廷，而李尚宫之子李善也因天花而死。
在明成进入中年后，年轻貌美的郑尚宫开始在后宫崭露头角。皇帝深深迷恋郑尚宫，甚至将皇后的特权给她用。郑尚宫成为明成最可怕最强大的后位争夺者。为了保住后位，明成渴望有一个可以依靠的法宝，这就是生下皇太子，然而，明成的产子之路异常艰辛。她总共怀孕五次，第一胎流产；第二胎生下不到三天夭折；第三胎是女儿，半年后也死了；只有第四胎正常产下；第五胎也胎死腹中。明成与大院君的战争一触即发，两人一路过招。先是大院君用山参害死明成胎儿；接着明成主动出击，逼大院君退隐；然后大院君手下炸死明成母亲、兄长，明成摧毁大院君摄政期间一切施政。明成一生的重要敌人，除了大院君，另一个让明成备感压力的是赵太后（金容琳饰）。明成势单力薄时，与赵太后连手逼退大院君，没想到随后赵太后企图干政，并也如大院君一样想控制高宗。为了抵御赵太后的势力，明成最后回头与宿敌大院君合作，终于巩固了地位。并带领韩国与清朝、俄罗斯、德國结盟，对抗日本的侵略，最终明成不幸被日本军杀害后，高宗怀念其为国家与民族独立所做的杰出贡献，谥号明成皇后。

## 演員列表
| 演員                   | 角色                                                |
| 韩国                   |                                                     |
| 李美妍 （青年）        | 明成皇后                                            |
| 文瑾瑩（少年）         | 明成皇后                                            |
| 崔明吉（老年）         | 明成皇后                                            |
| 李珍雨                 | 高宗皇帝                                            |
| 李 仁（青年）          | 高宗皇帝                                            |
| 劉東根                 | 興宣大院君                                          |
| 金容琳                 | 神貞翼皇后趙氏（趙大妃／趙大王大妃，1808年─1890年） |
| 金政河                 | 王大妃孝定王后洪氏（憲宗繼妃，1831年─1903年）       |
| 兪惠暎                 | 大妃哲仁王后金氏（哲宗王后，1837年─1878年）         |
| 白承宇                 | 皇太子                                              |
| 郭正旭（少年）         | 皇太子                                              |
| 李敏豪（幼年）         | 皇太子                                              |
| 李幼梨                 | 皇太子妃                                            |
| 金素英 （少年）        | 皇太子妃                                            |
| 朴恩斌 （幼年）        | 皇太子妃                                            |
| 鄭善敬                 | 永寶堂李氏                                          |
| 李在恩                 | 張尚宮                                              |
| 金世雅                 | 郑淑媛                                              |
| 徐美爱                 | 嚴尚宮                                              |
| 姜成玄                 | 完和君                                              |
| 康星民                 | 义亲王（幼年：金钟浩）                              |
| 黄凡式                 | 李内官                                              |
| 李建                   | 姜内官                                              |
| 金寶美                 | 洪尚宮                                              |
| 洪汝珍                 | 尹尚宮                                              |
| 李智恩                 | 宫女                                                |
| ？                     | 大殿尚宮                                            |
| 崔英莞                 | 张尚宮宫女                                          |
| 李德姬                 | 純穆大院妃（府大夫人閔氏）                          |
| 韩范熙（한범희）Han Beom-hui | 李載冕                                              |
| ？                     | 李埈鎔                                              |
| 鄭鎭珏                 | 千喜然                                              |
| 俞钟根                 | 張淳奎                                              |
| 李基列                 | 河靖一                                              |
| 郑金华                 | 安弼周                                              |
| 金慧渲                 | 秋月                                                |
| 李賢慶                 | 武川                                                |
| 祁正秀                 | 申哲均                                              |
| 李源龙                 | 安驥泳                                              |
| 李雨錫                 | 李載先                                              |
| 李景荣                 | 許煜                                                |
| 金城漢                 | 閔謙鎬                                              |
| 孟浩林                 | 金輔鉉                                              |
| 金鎭泰                 | 金长孙                                              |
| 李在渊                 | 金春永                                              |
| 金基卜                 | 柳春萬                                              |
| 金大煥                 | 柳卜萬                                              |
| 金泰亨                 | 宣惠廳管理                                          |
| 李炳旭                 | 金玉均                                              |
| 車徹珣                 | 朴泳孝                                              |
| 金濬模                 | 洪英植                                              |
| 洪正旭                 | 徐載弼                                              |
| 李元熹                 | 尹致昊                                              |
| 全炳玉                 | 全琫準                                              |
| 李啟英                 | 东学军                                              |
| 洪日權                 | 別監洪啟薰（？─1895年）                             |
| 金濬模                 | 李耕稙                                              |
| 吳星列                 | 禹範善                                              |
| 金奉根                 | 尹錫禹                                              |
| 劉泰述                 | 訓鍊隊軍卒                                          |
| 李榮厚                 | 興寅君李最應                                        |
| 嚴侑信                 | 興寅君夫人                                          |
| 鮮于銀淑               | 感古堂李氏（閔致祿夫人，明成皇后母亲）              |
| 李道连                 | 閔致祿                                              |
| 金孝源                 | 閔升鎬                                              |
| 玄 錫                  | 閔台鎬                                              |
| 金秉世                 | 閔奎鎬                                              |
| 金奉根                 | 閔泳緯                                              |
| 金光榮                 | 閔泳翊                                              |
| 金永基                 | 閔應植                                              |
| 全仁澤                 | 李容翊                                              |
| 金相淳                 | 趙斗淳（조두순）                                    |
| 崔尙勲                 | 赵宁夏                                              |
| 宋在浩                 | 金左根（金氏外戚）                                  |
| 朴永志                 | 金炳學（金氏外戚）                                  |
| 鄭性模                 | 金炳冀                                              |
| 朴哲浩                 | 金炳國                                              |
| 任秉基                 | 金炳始                                              |
| 權祺善                 | 金炳始之妻                                          |
| 金周映                 | 李景夏                                              |
| 許起虎                 | 完林君李載元                                        |
| 全性煥                 | 申櫶                                                |
| 劉巡哲                 | 李裕元                                              |
| 尹德用                 | 洪淳穆                                              |
| 李信宰                 | 沈舜澤                                              |
| 徐权顺                 | 沈舜澤之妻                                          |
| 朴七龍                 | 姜日                                                |
| 梁泳俊                 | 鄭基會                                              |
| 金仁泰                 | 申應朝                                              |
| 金京河                 | 梁憲洙                                              |
| 劉秉俊                 | 韓啟源                                              |
| 姜满熙                 | 尹雄烈                                              |
| 許玄浩                 | 朴珪寿                                              |
| 张基勇                 | 金允植                                              |
| 金炯逸                 | 鱼允中                                              |
| 姜台基                 | 金弘集                                              |
| 姜仁基                 | 李完用                                              |
| 李大路                 | 崔益铉                                              |
| 金鎭雅                 | 孫澤                                                |
| 清朝                   |                                                     |
| 朴真星                 | 袁世凯                                              |
| 南一祐                 | 李鸿章                                              |
| 权赫浩                 | 丁汝昌                                              |
| 朴景得                 | 吴长庆                                              |
| 朴容植                 | 马建忠                                              |
| 羅漢一                 | 张佩纶                                              |
| 羅基洙                 | 张树声                                              |
| 赵仁表                 | 叶志超                                              |
| 全日範                 | 黃遵憲                                              |
| 文會元                 | 吴兆有                                              |
| 金茂生                 | 李經方                                              |
| 李在龙                 | 陳樹棠                                              |
| 俄罗斯                 |                                                     |
| ？                     | 俄罗斯駐韩公使韦贝                                  |
| 德国                   |                                                     |
| 李參                   | 德国駐韩顾问穆麟德                                  |
| 日本                   |                                                     |
| 朴根瀅                 | 井上馨                                              |
| 任 革                  | 三浦梧楼                                            |
| 金炳基                 | 冈本柳之助                                          |
| 徐尚翊                 | 花房義質                                            |
| 李日雄                 | 黑田清隆                                            |
| 尹周相                 | 伊藤博文                                            |
| 姜台基                 | 陸奥宗光                                            |
| 金河均                 | 西园寺公望                                          |
| 金相淳                 | 竹添進一郎                                          |
| 李道敛                 | 東海散士柴四朗                                      |
| 李度燮                 | 吉村                                                |
| 金成鈴                 | 花子                                                |
| 郑义甲                 | 日本浪人佐佐木                                      |
| 梁宰源                 | 日本将校                                            |

## 主题曲
- 韩国KBS版本 
  - 主題曲：曹秀美《If I Leave》 (나 가거든)[7]

## 其他搭配歌曲
- 台灣緯來戲劇台版本 
  - 片頭曲1：那英《愛上你等於愛上寂寞》
  - 片頭曲2：周蕙《體溫》
  - 片頭曲3：蘇永康《我和你》
  - 片尾曲1：張學友《該不該》
  - 片尾曲2：周蕙《寂寞城市》
  - 片尾曲3：蘇永康《我一直都在》
- 台灣八大戲劇台版本
  - 片尾曲：Energy《多愛我一天》
- 香港無線劇集台∕翡翠台版本
  - 主題曲：汪明荃《明成皇后》

## 獲獎
| 年份 | 大獎             | 獎項             | 得獎者 |
| ---- | ---------------- | ---------------- | ------ |
| 2001 | KBS演技大賞      | 女子最優秀演技賞 | 李美妍 |
| 2001 | KBS演技大賞      | 女子助演賞       |        |
| 2001 | KBS演技大賞      | PD賞             |        |
| 2002 | 2002 KBS演技大賞 | 大賞             | 劉東根 |
| 2002 | 2002 KBS演技大賞 | 女子最優秀演技賞 | 崔明吉 |
| 2002 | 2002 KBS演技大賞 | 女子助演賞       | 金成鈴 |

## 備註
1. ↑  在本剧主题曲《If I Leave》MV中二度饰演明成皇后。
2. ↑  时任清朝駐韩大使。
3. ↑  时任清朝駐韩大使。

## 參看
- 朝鲜王朝
- 大韓帝國
- 明成皇后

## 外部連結
-  韩国广播公司（KBS）特别企划Drama：《明成皇后》
-  KBS：兴宣大院君与王室人物关系图

파주시 난방비 （页面存档备份，存于）
모범택시2 （页面存档备份，存于）
긴급생계비 （页面存档备份，存于）
ufc 맥그리거 （页面存档备份，存于）
파주 난방비 지원 （页面存档备份，存于）
| 韓國 KBS 2TV 水木劇           | 韓國 KBS 2TV 水木劇                   | 韓國 KBS 2TV 水木劇 |
| ----------------------------- | ------------------------------------- | ------------------- |
|                               | 明成皇后 （2001.5.9~2002.7.18）       |                     |
| 雷聲 （2000.10.18~2001.4.12） | 太陽人李濟馬 （2002.7.24~2002.10.31） |                     |

| 臺灣 緯來戲劇台 週一至週五 20:00 - 21:00 | 臺灣 緯來戲劇台 週一至週五 20:00 - 21:00           | 臺灣 緯來戲劇台 週一至週五 20:00 - 21:00 |
| ---------------------------------------- | -------------------------------------------------- | ---------------------------------------- |
|                                          | 明成皇后 （2002年7月15日－2003年1月30日）          |                                          |
| 金枝玉葉 （2002年5月8日－2002年9月20日） | 紅豆女之戀（重播） （2003年1月31日－2003年2月7日） |                                          |